# ابراهیم الکعبی
ابراهیم الکعبی (انگلیسی: Ibrahim Al-Kaebi؛ زادهٔ ۳ مارس ۱۹۹۳) یک بازیکن فوتبال است.